# 希森·霍查
希森·埃芬迪·霍查（1861年—1934年）是阿尔巴尼亚的一位政治家、无神论者，曾任吉诺卡斯特市长。他是恩维尔·霍查的叔叔。

## 生平
希森·霍查出生于奥斯曼帝国雅尼亚州吉诺卡斯特，他的父亲贝基尔是普里兹伦联盟在当地的分支的支持者。他曾在伊斯坦布尔学习神学。后来，他受委托在他所在地区开办了第一所阿尔巴尼亚语学校（名为“利里亚”）。1908年，他的侄子恩维尔·霍查出生时，他主持雅尼亚州的一个民族复兴委员会。他还创建了一个民间音乐团体。1912年11月，他作为吉诺卡斯特的代表，参加发表《阿尔巴尼亚独立宣言》的发罗拉会议。
由于恩维尔·霍查的父亲哈利尔·霍查当时在美国谋生，希森·霍查对恩维尔·霍查早年的生活产生了重要影响。